# Hrabstwo Idaho
Hrabstwo Idaho (ang. Idaho County) – hrabstwo w stanie Idaho w Stanach Zjednoczonych. Obszar całkowity hrabstwa obejmuje powierzchnię 8502,48 mil² (22 021,32 km²). Według szacunków United States Census Bureau w roku 2009 miało 15 461 mieszkańców. Jego siedzibą administracyjną jest Grangeville.
Hrabstwo założono 4 lutego 1864 z siedzibą w Florence. W 1861 zostało przyjęte jako trzecie hrabstwo do Terytorium Waszyngtonu. W 1875 r. siedzibę zmieniono na Mount Idaho, a w 1902 na Grangeville.
Nazwa pochodzi od parowca "Idaho", wodowanego 9 czerwca 1860 na rzece Kolumbia. Obsługiwał on górników podczas gorączki złota w północnym Idaho.

## Miejscowości
- Elk City (CDP)
- Cottonwood
- Ferdinand
- Grangeville
- Kooskia
- Riggins
- Stites
- White Bird